# ريغ أباد (سلماس)
ريغ أباد هي قرية في مقاطعة سلماس، إيران. عدد سكان هذه القرية هو 559 في سنة 2006.